# Ульянівське
47°38′7″ пн. ш. 38°23′59″ сх. д. / 47.63528° пн. ш. 38.39972° сх. д.
Улья́нівське — пункт пропуску через державний кордон України на кордоні з Росією.
Розташований у Донецькій області, Амвросіївський район неподалік від селища Улянівське на автошляху місцевого значення. З російського боку розташований пункт пропуску «Шрамко», Матвієво-Курганський район Ростовська область.
Вид пункту пропуску — автомобільний, пішохідний. Статус пункту пропуску — місцевий.
Характер перевезень — пасажирський.
Судячи із відсутності даних на сайті МОЗ, пункт пропуску «Ульянівське» може здійснювати лише радіологічний, митний та прикордонний контроль.
Пункт пропуску «Ульянівське» входить до складу митного посту «Амвросіївка» Східної митниці..